# Cornelius van Oyen
Cornelius Maria van Oyen (ur. 28 listopada 1886 w Brandenburgu nad Hawelą, zm. 19 stycznia 1954 w Berlinie) – niemiecki strzelec, mistrz olimpijski i medalista mistrzostw świata.
Van Oyen wystąpił na Letnich Igrzyskach Olimpijskich 1936 w jednej konkurencji – pistolecie szybkostrzelnym z 25 m.  Jako jedyny strzelec uzyskał maksymalną liczbę punktów we wszystkich czterech rundach, zdobywając tym samym złoty medal olimpijski. Wyprzedził bezpośrednio Heinza Haxa i Torstena Ullmana.
Podczas swojej kariery Cornelius van Oyen zdobył trzy medale na mistrzostwach świata, wszystkie w pistolecie szybkostrzelnym. Na zawodach w 1939 roku został indywidualnym wicemistrzem świata, przegrywając wyłącznie z Torstenem Ullmanem. W drużynowym strzelaniu z pistoletu szybkostrzelnego dwukrotnie wywalczył brązowe medale – miało to miejsce w latach 1937 i 1939. 
Pracował jako inspektor w berlińskim browarze Bötzow. Jest członkiem Galerii Sław Niemieckiego Związku Strzelectwa Sportowego.

## Wyniki

### Igrzyska olimpijskie
| Igrzyska    | Konkurencja                   | Wynik         | Miejsce | Źródło |
| ----------- | ----------------------------- | ------------- | ------- | ------ |
| Berlin 1936 | Pistolet szybkostrzelny, 25 m | 18–6–6–6 pkt. |         | [ 2 ]  |

### Medale mistrzostw świata
Opracowano na podstawie materiałów źródłowych:
| Mistrzostwa   | Konkurencja                              | Wynik            | Miejsce |
| ------------- | ---------------------------------------- | ---------------- | ------- |
| Helsinki 1937 | Pistolet szybkostrzelny, 25 m, drużynowo | 97 pkt. (druż.)  |         |
| Lucerna 1939  | Pistolet szybkostrzelny, 25 m            | 54 pkt.          |         |
| Lucerna 1939  | Pistolet szybkostrzelny, 25 m, drużynowo | 267 pkt. (druż.) |         |